# Балмашов Степан Валеріанович
Степан Валеріанович Балмашов (3 ( 15) квітня 1881, Архангельськ  —  3 ( 16) травня 1902, Шліссельбург, Санкт-Петербурзька губернія , Російська імперія)  —  російський революціонер, терорист, студент Київського університету. Перша в історії особа, страчена з політичних мотивів під час царства Миколи II .

## Революційна діяльність
Народився в Архангельську в сім'ї політичного засланця, народника Валеріана Олександровича Балмашова . 
1900 року вступив до Київського університету в момент підйому студентського руху і відразу ж узяв у ньому найактивнішу участь. На студентські заворушення уряд відповідає постановою про здачу в солдати 183 київських студентів, у тому числі й Балмашова.
Наприкінці січня 1901 року Степана як одного з керівників студентського страйку заарештували і після трьох місяців ув'язнення відправили до Рославля Смоленської губернії під нагляд військового начальства. До осені 1901 року внаслідок нового урядового курсу «серцевого піклування» звільнився від військової служби та поїхав до Харкова, де розраховував вступити до університету. Зважаючи на його неблагонадійність у прийомі до університету йому відмовили, але Балмашов, пробувши там місяць, встиг вибудувати зв'язки з місцевими революційними організаціями і почав вести робочі гуртки як соціал-демократів, так і соціалістів-революціонерів (таку двоїстість він пояснював тим, що не знаходив, по суті, різниці між зазначеними партіями у практичній лінії здійснення ними своїх програм). З Харкова повернувся до Києва, де, всупереч його очікуванням, його знову прийняли до університету. 
У Києві він знайомиться з Григорієм Гершуні, який сильно на нього вплинув, і, власне, вмовив юнака до терористичного акту .

## Вбивство Сіпягіна
У вівторок, 2 (15) квітня 1902 року, о першій годині дня  до будівлі Маріїнського палацу під'їхала прольотка, в якій знаходився Балмашов . Він, одягнений у форму ад'ютанта, попрямував до палацу і, дізнавшись від чергового унтер-офіцера, що міністр внутрішніх справ ще не прибув, заявив, що в такому випадку поїде до Сіпягіна додому, проте незабаром змінив рішення і залишився чекати на нього у швейцарській . 
За кілька хвилин увійшов і міністр . Балмашов підійшов до останнього і зі словами, що привіз пакет з паперами від великого князя Сергія Олександровича, зробив у Сипягіна кілька пострілів, завдавши смертельних ран, від яких міністр за годину (за іншою версією — за кілька годин  ) помер.

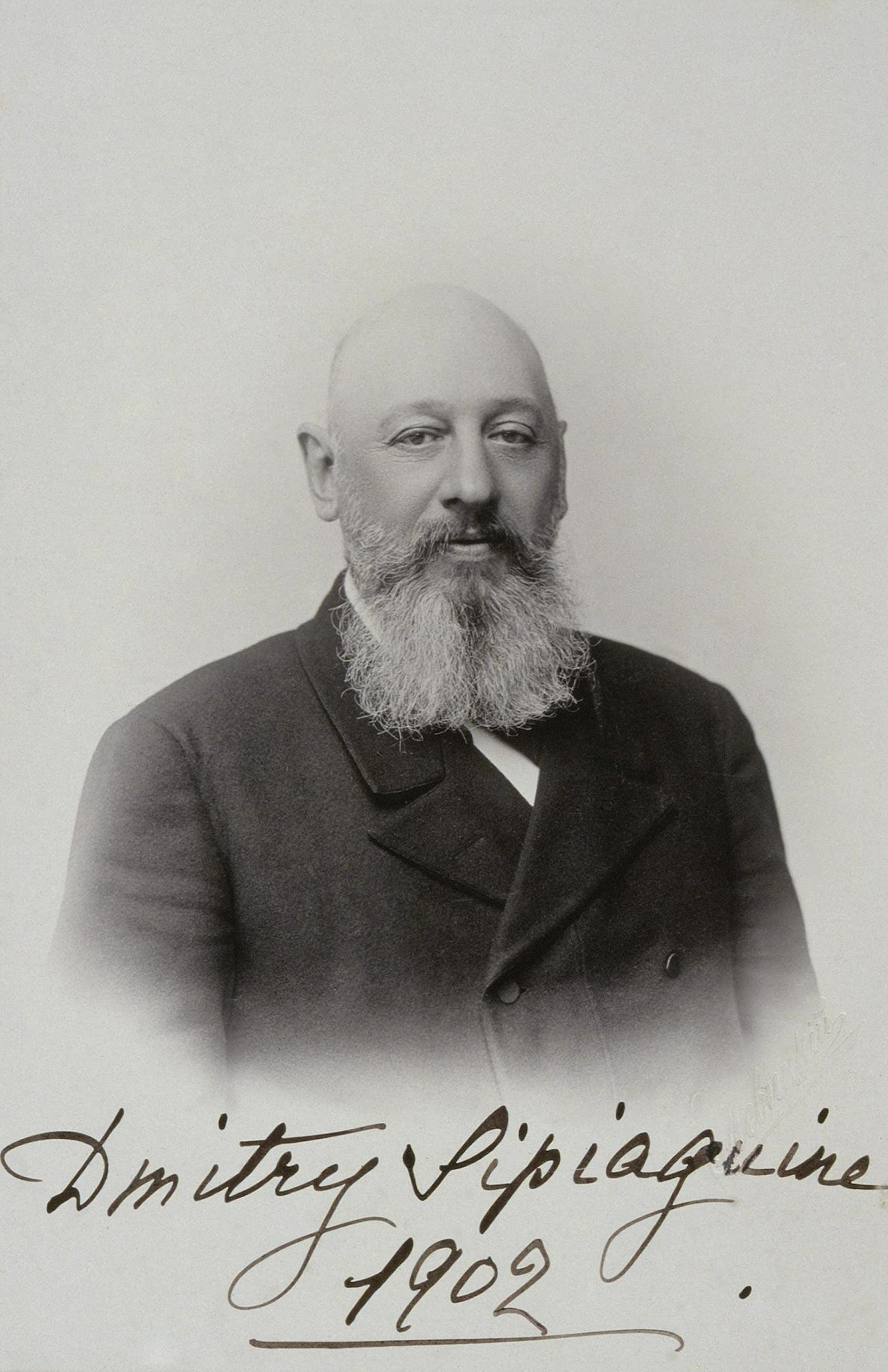
Міністр внутрішніх справ Сіпягін

У разі відсутності можливості ліквідувати Сіпягіна планувалося вчинити вбивство К. П. Побєдоносцева  .

### Суперечка про партійну приналежність Балмашова

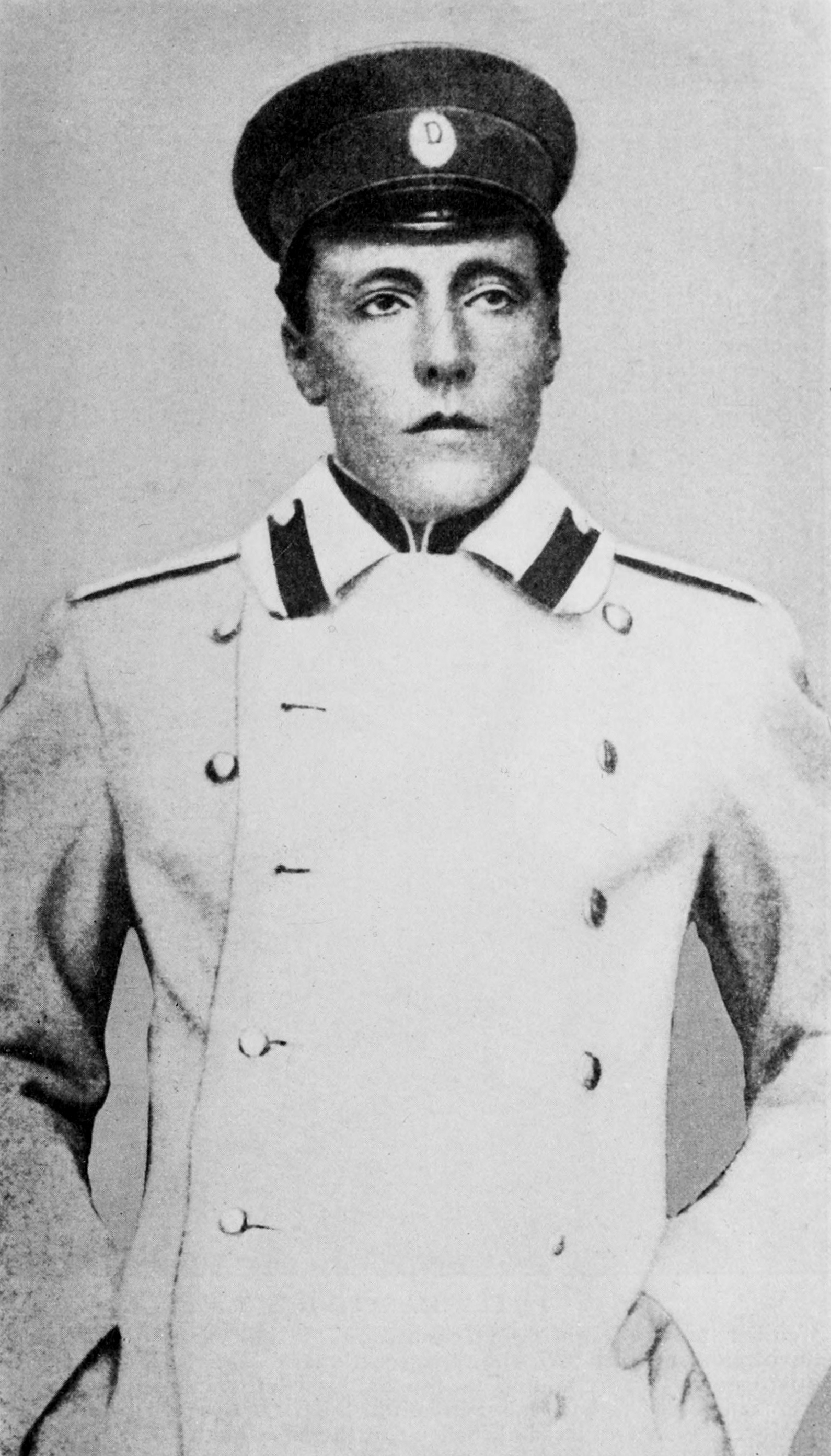
Степан Балмашов у формі ад'ютанта

У зв'язку з терористичним актом Балмашова виникла полеміка між органом соціал-демократів «Іскрою» та бойовою організацією соціалістів-революціонерів, підтриманою їх органом «Революційна Росія» щодо приналежності Степана Валеріановича до партії есерів і по суті питання про терор. 
Останні дорікали «Іскрі» у неправильному висвітленні політичного світогляду Балмашова. Бойова організація партії соціалістів-революціонерів та «Революційна Росія» заявляли, що терорист скоїв вбивство Сіпягіна як член партії есерів, який виконав постанову ЦК партії. 
«Іскра», посилаючись на категоричне твердження Балмашова на суді, що «його єдиним помічником був російський уряд» і відсутність у його заяві хоча б єдиного слова про бойову організацію партії соціалістів-революціонерів, розцінювала терористичний акт як відповідь представника студентства на спробу ліквідації студентського руху . "Іскра" писала, що "охоче вірить", що Балмашов був соціалістом, "не сумнівається" в тому, що він був революціонером, але зовсім не видно, що "Балмашов був соціалістом-революціонером".

## Розслідування, суд і страта
Імператор віддав розпорядження про розгляд справи про вбивство Сіпягіна військовому трибуналу . 
На одному з допитів Балмашов заявив: «Терористичний спосіб боротьби я вважаю нелюдським і жорстоким, але він є неминучим за сучасного режиму»  . 
Військовий суд засудив його до страти через повішення. Його мати надсилала Миколі II прохання про помилування сина, проте імператор погодився зробити амністію терориста лише у разі подання прохання про помилування ним особисто  . 
Товариш міністра внутрішніх справ П. Н. Дурново та директор департаменту поліції С. Е. Зволянський переконували Балмашова подати прохання про помилування, але він відмовився  . 
Тоді до нього послали відомого петербурзького священика та громадського діяча Г. С. Петрова, на всі умовляння якого засуджений відповідав, що «має йти на страту, інакше подача прохання поселить розбрат у партії; одні звинувачуватимуть його, інші — захищатимуть і багато сил витратять на таку нікчемну справу, а смерть його об'єднає всіх»  . 
Степана Балмашова було повішено у Шліссельбурзькій фортеці о п'ятій  годині ранку 3 (16) травня 1902 року.